# 1. FC Bayreuth

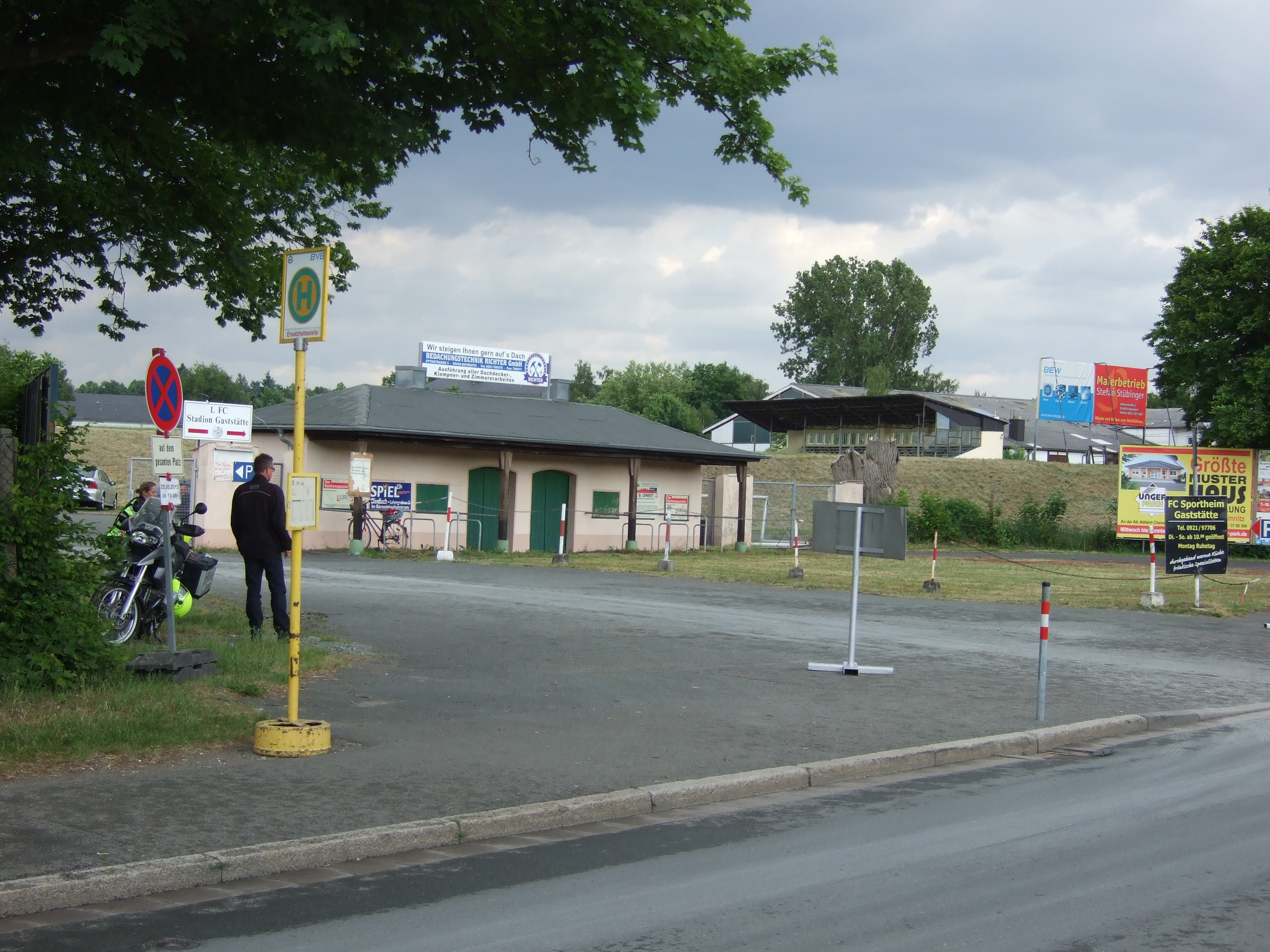
Ingang van het stadion van 1. FC Bayreuth

1. FC Bayreuth is een Duitse sportclub uit Bayreuth, Beieren. Tot 2003 was de club ook actief in voetbal. Daarna bleef er alleen een tafeltennisafdeling bestaan.

## Geschiedenis
De club werd opgericht in 1910 en was aangesloten bij de Zuid-Duitse voetbalbond. In 1926 promoveerde de club naar de hoogste klasse van de Beierse competitie. De club werd voorlaatste en na één seizoen werd de competitie gesplitst en ging de club in de Noord-Beierse competitie spelen. Na een zesde plaats in het eerste seizoen eindigde de club twee keer net boven de degradatiezone. In 1930/31 werd de club laatste en werd gered door een uitbreiding van de competitie. Het beste resultaat kwam er in 1932/33 toen ze vierde werden. 
Na dit seizoen kwam de NSDAP aan de macht in Duitsland en werd de competitie grondig geherstructureerd. De Gauliga Bayern werd ingevoerd als nieuwe hoogste klasse en door de vierde plaats kwalificeerde de club zich hiervoor. De club werd tiende op twaalf, maar doordat de competitie inkrimpte moest de club degraderen. Het volgende seizoen kon de club via de eindronde terug promoveren en werd in 1935/36 voorlaatste waardoor ze opnieuw degradeerden. De club miste het volgende jaar net de promotie via de eindronde. 
Na de Tweede Wereldoorlog nam SpVgg Bayreuth de rol van dominante club over. De club zakte weg in de anonimiteit. De voetballers fuseerden in 2003 met BSV 98 Bayreuth tot FSV Bayreuth. 